# Llegada de la reina Juana I de Castilla a Tordesillas
La llegada de la reina Juana I de Castilla es una recreación de carácter histórico que se lleva a cabo en Tordesillas el primer sábado de marzo.

## Historia
Juana I de Castilla fue reina de Castilla de 1504 a 1555, y de Aragón y Navarra, desde 1516 hasta 1555, si bien desde 1506 no ejerció ningún poder efectivo y a partir de 1509 vivió encerrada en Tordesillas, concretamente en una residencia real construida durante el reinado de Enrique III, de la que no queda nada en pie, entre la Iglesia de San Antolín y el Monasterio de Santa Clara. Primero fue encerrada por orden de su padre Fernando el Católico y después por orden de su hijo el rey Carlos I.

## Descripción de la fiesta
Tordesillas recrea la llegada de la reina Juana I a la villa desde 2005. La representación tiene lugar en cinco actos que se desarrollan en los espacios más emblemáticos de la ciudad. Protegida por los Monteros de Espinosa, su hija Catalina, sus damas de compañía, su padre Fernando el Católico y los monjes que custodiaban el féretro de su esposo Felipe El Hermoso, la reina Juana atraviesa la Puerta de la Villa. Mientras, en la Plaza Mayor de Tordesillas varias vecinas comentan el bullicio y alboroto producido durante semanas debido a la llegada de la reina y su cortejo.
Minutos después, en la Puerta del Foraño, centro de Tordesillas, Hernando de Tovar, capitán de los Monteros, ordena abrir las puertas para dar paso a la reina. Una vez en la Plaza Mayor, Fernando el Católico intenta convencer a su hija de que se quede en Tordesillas con su hija y sus damas. Este acto finaliza en el Palacio Alto del pueblo, concretamente en las casas del Tratado y la Iglesia de San Antolín donde Juana permanecerá, junto a su séquito, durante los siguientes 46 años. Allí mismo se escenifica uno de los pasajes que tantas veces se repitió durante el matrimonio de Juana I y Felipe el Hermoso, el engaño de este con otras mujeres. El acto finaliza con la muerte de Felipe el Hermoso.

## Organización
En la escenificación trabajan unas trescientas personas con el objetivo de que resulte lo más fiel y real posible. La intención de esta propuesta es recuperar la memoria de una mujer maltratada y olvidada así como recordar que Juana I fue reina de Castilla y de Aragón, hija de reyes y madre, a su vez, de seis reyes. En su organización participa el Centro de Iniciativas Turísticas de Tordesillas, que trabaja de manera altruista y cuyo objetivo es la promoción turística y cultural de la localidad.
Cada año se lleva a cabo la elección de la joven que dará vida a la reina Juana I de Castilla así como la niña que interpretará el papel de la hija pequeña de la soberana, Catalina, que acompañó a Juana I en su viaje a Tordesillas. La elección de ambas se realiza por sorteo entre las candidatas presentadas. Los requisitos para poder representar el papel de la Reina son fundamentalmente tener 29 años, edad que tenía la joven cuando llegó a la villa, mientras que la pequeña ha de tener entre 4 y 6 años.
La recreación, habitualmente, se lleva a cabo el primer sábado de marzo, que es conocido como "El día de la Reina".